# Десятини (Тверська область)
Десятини (рос. Десятины) — присілок в Старицькому районі Тверської області Російської Федерації.
Населення становить 11 осіб. Входить до складу муніципального утворення Степуринське сільське поселення.

## Історія
Від 2005 року входить до складу муніципального утворення Степуринське сільське поселення. Раніше населений пункт належав до Бабинінського сільського округу.

## Населення
| 2008 | 2010 |
| ---- | ---- |
| 14   | ↘11  |